# Paludomus ajanensis
Paludomus ajanensis és una espècie de caragol pertanyent a la família Paludomidae.

## Hàbitat
Viu als gorgs de fons de grava dels rierols situats entre 240 i 250 m d'altitud.

## Distribució geogràfica
És un endemisme de les Illes Seychelles: illes de Mahé i Silhouette.

## Estat de conservació
La contaminació ha causat la pèrdua d'un dels llocs on habitava aquesta espècie. Les poblacions restants es troben exemptes d'aquesta amenaça però, en canvi, són vulnerables als impactes del desenvolupament humà i la possible degradació del seu hàbitat. A hores d'ara, només en resten 100 exemplars adults després que un greu problema de contaminació causés una disminució del 20% en el nombre total d'individus.